# Тетранитратоаурат(III) водорода
Тетранитратоаурат(III) водорода — неорганическое соединение,  кислая соль металла золота и азотной кислоты с формулой H[Au(NO3)4], жёлтые кристаллы, гидролизуется водой, образует кристаллогидраты.

## Получение
- Концентрирование на холоду раствора нитрата золота(III) в азотной кислоте:

{\displaystyle {\mathsf {Au(NO_{3})_{3}+HNO_{3}+3H_{2}O\ {\xrightarrow {0^{o}C}}\ H[Au(NO_{3})_{4}]\cdot 3H_{2}O\downarrow }}}

## Физические свойства
Тетранитратоаурат(III) водорода образует жёлтые кристаллы.
Полностью гидролизуется водой.
Образует кристаллогидрат состава {\displaystyle {\ce {H[Au(NO3)4]*3H2O}}}.